# Žarko Peševski
Žarko Peševski (mazedonisch Жарко Пешевски; * 11. April 1991 in Skopje, SR Mazedonien, SFR Jugoslawien) ist ein nordmazedonischer Handballspieler, der zumeist als Kreisläufer eingesetzt wird.

## Karriere
Der 1,95 m große und 110 kg schwere Rechtshänder begann seine Profikarriere in seiner Heimatstadt beim RK Metalurg Skopje. Dort kam er meist im Junior Team, das in der mazedonischen Super Liga spielt, zum Einsatz. In der Saison 2009/10 nahm Peševski mit Skopje am EHF-Europapokal der Pokalsieger teil und schied im Achtelfinale gegen Tremblay-en-France Handball aus. In den Spielzeiten 2011/12 bis 2017/18 nahm er in jeder Saison mit Skopje an der EHF Champions League teil. Dabei erreichte die Mannschaft in der Saison 2011/2012 das Achtelfinale sowie in den Spielzeiten 2012/2013 und 2013/2014 das Viertelfinale. Ab 2013 stand er fest im Kader des Profiteams, mit dem er 2014 die Meisterschaft gewann. Im Sommer 2018 wechselte Peševski zum ukrainischen Erstligisten HK Motor Saporischschja. Mit Saporischschja nahm Peševski in der Saison 2018/19 an der EHF Champions League teil. Zur Saison 2019/20 wechselte er zum deutschen Erstligisten TVB 1898 Stuttgart. Ab dem Sommer 2022 steht er beim nordmazedonischen Erstligisten RK Eurofarm Pelister unter Vertrag. Mit RK Eurofarm Pelister gewann er 2023 die nordmazedonische Meisterschaft.
Peševski nahm mit der mazedonischen Nationalmannschaft an der Weltmeisterschaft 2019 teil und erzielte dabei 24 Tore. Mazedonien schied in der Vorrunde aus. Er stand im Kader für die Europameisterschaft 2024 und belegte mit Nordmazedonien den 17. Platz. Bei der Weltmeisterschaft 2025 warf er 19 Tore in sechs Spielen und belegte mit dem Team den 15. Platz.